# Juana J. Marín Saura
Juana J. Marín Saura (n. Murcia; 1 de diciembre de 1953) es una poeta española. Estudios de Artes Plásticas y Literatura, entre otros. Escritora habitual en revistas, libros, catálogos de Arte y Literatura; también en medios de comunicación: articulista en prensa, colaboradora en programas culturales… 
Incluida en diccionarios de autores y escritores, enciclopedias, antologías, libros, exposiciones literarias y revistas especializadas. Profesora invitada de talleres literarios. Conferenciante en universidades y centros docentes.
Cofundadora de la revista cultural Azahara. (Murcia, 1978-1980). Es “Premio Internacional de Poesía Zenobia" (Madrid, 1989).
Pertenece a la Red Mundial de Escritores en Español (REMES).

## Obra publicada
- Desde el fondo mismo (Ed. 23/27, Murcia, 1975)
- El silencio de las lilas (Ed. Torremozas, Madrid, 1984)
- Rondó veneziano (Ayuntamiento de Alcantarilla, 1985)
- Pagoda de diamantes (Edic. Libertarias, Madrid, 1988)
- El rastro del pincel (Universidad de Murcia, 1988)
- No son ángeles (Editora Regional, Murcia, 1988)
- A través de la luz (Colecc. Rabindranath Tagore, Madrid, 1990). Premio Zenobia 1989
- Para detener el tiempo (Colecc. Adonais, Madrid, 1990)
- Habitar el aire (Huerga & Fierro, Madrid, 1996)
- Del azul (Huerga & Fierro, Madrid, 2000)
- A veces (Emboscall Ediciones, Vich, 2002). Reimpreso en 2003 por la misma editorial
- Carta de navegación (Poesía 1975-2005) (Universidad de Murcia, 2006). Incluye el libro El ovalado cerco de la luna, inédito hasta entonces[6][7]
- Instante (Signum edizioni d’arte, Milán, 2007)

Al sistema “Braille” durante los años 1996, 1998 y 2001 respectivamente, han sido transcritos sus libros de poemas: A través de la luz, Habitar el aire y Del azul. 
Otras Publicaciones: En 2004, lleva a cabo la edición, coordinación y notas del libro homenaje Desde la amistad, para Mª Pilar López (Col. Azarbe, Nausícaä, Murcia). Poemas suyos han sido seleccionados para el proyecto colectivo La mujer rota, de Literalia editores (Guadalajara, Jalisco, México). Dos poemas suyos fueron incluidos en la antología Lo demás es oscuridad (Almería, 2013).